# Domenico Lo Verme
Domenico Lo Verme, O.F.M. Conv. (světským jménem: Angelo; 29. října 1641 Canicattì – 21. března 1713 Palermo) byl italský řeholník a minorita.

## Život
Narodil se 29. října 1641 v Canicattì do rolnické rodiny Filippa a Agaty Ferro.
Vyrůstal ve zbožném prostředí. Již jako chlapec toužil následovat františkánský ideál. Brzy přišel o otce a jako nejstarší syn se začal starat o početnou rodinu. Po několika letech vstoupil do Řádu menších bratří konventuálů v klášteře svatého Františka v rodné obci. Vykonával ty nejpodřadnější a nejtěžší práce.
Následně byl přeložen do kláštera v Castronovo, kde započal noviciát. Roku 1675 složil řeholní sliby a přijal jméno Domenico. Krátký čas pobýval v Canicattì než byl poslán do Calatafimi. Roku 1693 byl převeden do kláštera svatého Františka v Palermu. Z tohoto města vykonal pouť do Loreta, Assisi a Padovy.
Byl velmi pokorným řeholníkem, který denně žebral v ulicích Palerma a pomáhal bližním. Již za života byl považován za světce.
Zemřel 21. března 1713. Pohřben je v bazilice svatého Františka v Palermu.

## Proces svatořečení
Proces byl zahájen 2. září 1758 v palermské arcidiecézi.